# Jesús Orozco
Jesús Orozco, né le 19 février 2002 à Zapopan au Mexique, est un footballeur international mexicain qui évolue au poste de défenseur central au CF Cruz Azul.

## Biographie

### En club
Né à Zapopan au Mexique, Jesús Orozco est formé au CD Guadalajara. Il joue son premier match en professionnel le 31 juillet 2021, lors d'une rencontre de championnat face au Club Puebla. Il est titularisé et son équipe s'impose par deux buts à zéro.
Le 28 août 2022, Orozco inscrit son premier but en professionnel, à l'occasion d'une rencontre de championnat face au Pumas UNAM. Titulaire, il inscrit le but égalisateur de la tête et voit son équipe l'emporter par trois buts à un. Deux jours plus tard, Orozco prolonge son contrat avec son club formateur, étant alors lié au club jusqu'en juin 2026.

### En sélection
En août 2023, Jesús Orozco est convoqué pour la première fois avec l'équipe nationale du Mexique. Il ne joue toutefois aucun match lors de ce rassemblement.
En décembre 2023 il est de nouveau appelé avec l'équipe nationale du Mexique, par le sélectionneur Jaime Lozano. Il honore cette fois sa première sélection lors de ce rassemblement, le 28 octobre 2021, à l'occasion d'un match amical face à la Colombie. Il est titularisé, et son équipe s'incline par trois buts à deux,. 